# CCL Industries
CCL Industries est une entreprise canadienne, spécialisée dans l'emballage.

## Histoire
En décembre 2016, CCL Industries acquiert pour 842 millions de dollars, Innovia Group, une entreprise de fabrication britannique de billet de banque.

## Principaux actionnaires
Au 17 février 2020:
| 1281228 Ontario                  | 10,1% |
| Capital Research & Management    | 7,42% |
| Mackenzie Financial              | 4,53% |
| MFS Investment Management Canada | 4,44% |
| CI Investments                   | 3,91% |
| RBC Global Asset Management      | 3,69% |
| Invesco Advisers                 | 3,59% |
| BMO Asset Management             | 3,31% |
| Fidelity Management & Research   | 2,50% |
| The Vanguard Group               | 2,45% |